# Don't Turn Around
Don't Turn Around è un brano musicale scritto da Albert Hammond e Diane Warren e originariamente interpretato da Tina Turner nel 1986. Il brano è stato diffuso come B-side del singolo Typical Male.
La canzone è anche inserita nella compilation The Collected Recordings - Sixties to Nineties (1994).

## Cover

### Cover degli Ace of Base
Nel 1994 il gruppo musicale svedese Ace of Base ha pubblicato con successo la propria versione del brano, quale estratto dal loro album statunitense The Sign. La canzone è anche inclusa nella riedizione dell'album Happy Nation. 

#### Tracce
CD Singolo (UK)
1. Don't Turn Around (The 7" Aswad Mix)
2. Don't Turn Around (Stretch Version)
3. Young and Proud

Doppio CD (Europa)
CD 1
1. Don't Turn Around
2. Don't Turn Around (Stretch Version)
3. Young and Proud

CD 2
1. Don't Turn Around (The 7" Aswad Mix)
2. Don't Turn Around (Turned Out Eurodub)
3. Don't Turn Around (Groove Mix Extended)
4. Happy Nation (Moody Gold Mix)

#### Video
Il videoclip di questa canzone è stato diretto da Matt Broadley.

### Altre cover
- Nel 1987 la canzone è stata interpretata come cover da Luther Ingram.
- Nel 1988 il gruppo di musica reggae britannico Aswad ha pubblicato una versione del brano di Luther Ingram.
- Nel 1988 la cantante Bonnie Tyler ha pubblicato la sua versione nell'album Hide Your Heart.
- Una versione di Neil Diamond è datata 1992.